# Pablo Espinosa
Pablo Espinosa Doncel (* 10. März 1992 in Villajoyosa, Alicante) ist ein spanischer Schauspieler und Sänger. Bekannt wurde er durch die Rolle des Tomás Heredia in der Disney-Channel-Serie Violetta.

## Leben
Erste Erfolge konnte er 2010 mit der Fernsehserie La Pola feiern, in der er neben der kolumbianischen Schauspielerin Ana María Estupiñán die männliche Hauptrolle des Alejo Sabarain spielte. Die Serie war bei den Kritikern sehr beliebt. Daraufhin spielte er in den ersten 179 Episoden der Fernsehserie El secreto de Puente Viejo die Rolle des Ramiro Castañeda.
Seinen internationalen Durchbruch gelangte Espinosa durch die Hauptrolle des Tomás Heredia in der argentinische Jugend-Telenovela Violetta des Fernsehsenders Disney Channel. Dort war er 2012 in insgesamt 80 Episoden zu sehen.

## Filmografie
- 2009: Física o Química (Fernsehserie, 3 Episoden)
- 2010: La Pola (Fernsehserie, 17 Episoden)
- 2011; 2015–2016: El secreto de Puente Viejo (Fernsehserie, 179 + 271 Episoden)
- 2012: Clara, no es nombre de mujer (Film)
- 2012: Violetta (Fernsehserie, 80 Episoden)
- seit 2014: Bienvenidos al Lolita (Fernsehserie)